# Augsciems
Augsciems är en by i Ropazi pagasts i Riga i Livland som är en del av Republiken Lettland. Den ligger vid floden Liela Jugla. Augsciems hade fram till 2009 en järnvägsstation som ligger på den numera nedlagda tåglinjen Riga-Ērgli. Tåglinjen betjänas idag med buss på ungefär samma rutt som den gamla tåglinjen.
Byn ligger åtta kilometer österut från huvudorten Ropazi.